# Robert Walpole (1736–1810)
Robert Walpole (ur. 3 maja 1736, zm. 19 kwietnia 1810) – brytyjski dyplomata i polityk. Jego ojcem był dyplomata Horatio Walpole, 1. baron Walpole of Wolterton, matką Mary Magdalen Lombard, a wujem starszy brat Horacego, premier brytyjski Robert Walpole (zm. 1745).
Robert Walpole był czwartym synem, jakiego miał Horatio Walpole, 1. baron Walpole of Wolterton, młodszy brat Roberta Walpole’a, premiera Wielkiej Brytanii.
Robert Walpole był pracownikiem (extra clerk) Privy Council od 1749 do 1764 roku. Od 1771 roku był posłem nadzwyczajnym i ministrem pełnomocnym Wielkiej Brytanii w Portugalii. W 1786 roku dołączył do niego młody dyplomata William Fawkener, który omawiał z Portugalczykami kwestie handlu między obydwoma państwami.
Jednym z jego synów był generał-major George Walpole (1758–1835), podsekretarz stanu spraw zagranicznych od 1806 roku.